# Alan McCarthy
Alan James McCarthy (* 11. Januar 1972 in Wandsworth, London) ist ein ehemaliger englisch-walisischer Fußballspieler. Der Innenverteidiger bestritt in sechs Jahren elf Erstligapartien für die Queens Park Rangers und spielte zudem für den FC Watford, Plymouth Argyle und Leyton Orient in den drei weiteren Profiligen des englischen Ligasystems.

## Karriere
McCarthy kam im Februar 1986 noch während seiner Schulzeit zum Londoner Erstligaklub Queens Park Rangers. Nach dem Ende seiner Schulzeit im Juni 1988 erhielt er einen Vertrag als Trainee (dt. Auszubildender) und unterzeichnete im Dezember 1989 schließlich seinen ersten Profivertrag bei QPR. Sein Pflichtspieldebüt gab er im Full Members Cup am 21. November 1990 gegen den FC Southampton und debütierte drei Tage später gegen den FC Arsenal auch in der Liga, als die Stamm-Innenverteidigung des Klubs ausfiel. Trotz seiner Stärken in der Spieleröffnung musste sich McCarthy in der Folge zumeist mit Einsätzen im Reserveteam begnügen. Im November und Dezember 1991 agierte er in drei Partien als Teil einer Drei-Mann-Innenverteidigung, in der QPR ohne Niederlage blieb, die Premierensaison 1992/93 der Premier League blieb er hinter den Stamm-Innenverteidigern Alan McDonald und Darren Peacock, mit denen die Rangers den fünften Abschlussplatz belegten, komplett ohne Einsatz.
Da McCarthy auch in der Folge nur die Rolle des Ergänzungsspielers blieb, wurde er in der Saison 1993/94 zweimal ausgeliehen; zunächst für zwei Monate an den Zweitligisten FC Watford, bei dem er den verletzten Linksverteidiger Jason Drydale vertrat, anschließend für kurze Zeit in die dritte Liga an Plymouth Argyle. Seine Einsatzzeiten für QPR blieben derweil überschaubar, gegen Ende der Saison 1993/94 kam er zu vier Einsätzen, 1994/95 reichte es nur noch zu derer zwei. Im Sommer 1995 verließ McCarthy schließlich nach 13 Pflichtspieleinsätzen QPR und wechselte für eine Ablöse von £25.000 zum gerade in die vierte Liga abgestiegenen Ostlondoner Klub Leyton Orient. Dort etablierte sich McCarthy, der mit seiner Zweikampfstärke und Ballsicherheit überzeugte, umgehend und bestritt 43 der 48 Saisonspiele. Nach einer Auseinandersetzung mit Trainer Pat Holland wurde er auf die Transferliste gesetzt, gehörte aber auch zur Folgesaison unter Tommy Taylor zum Aufgebot. Wegen einer Leistenverletzung fand McCarthy aber nur noch sporadisch Berücksichtigung und nachdem ein bevorstehender Wechsel zu Northampton Town wegen seiner Verletzung scheiterte, schaffte er nur noch kurzzeitig die Rückkehr in Leyton Orients Spieltagsaufgebot. Am Saisonende erhielt er kein neues Vertragsangebot und setzte seine Fußballerlaufbahn daraufhin im Amateurfußball bei Boreham Wood in der Isthmian League fort.
McCarthy spielte auf Juniorenebene international für England, entschied sich aber später für einen Wechsel zum walisischen Verband und bestritt 1993 an der Seite von späteren A-Nationalspielern wie John Hartson, Danny Coyne und John Robinson drei Partien in der walisischen U-21-Nationalelf. Im Februar 1994 folgte bei einem 2:1-Sieg gegen Schottland B noch ein Einsatz für die walisische B-Nationalmannschaft, dabei bildete er mit Jason Perry und Alan Neilson die Verteidigungszentrale.